# Lippenmikrofon

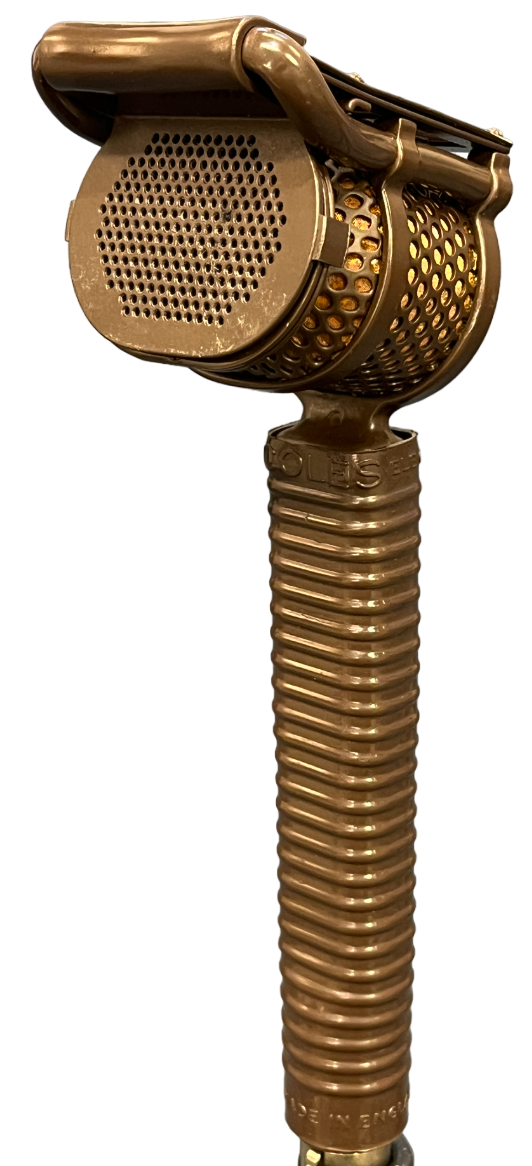
Coles 4104 Lippenmikrofon

Das Lippenmikrofon ist ein Bändchenmikrofon, das speziell für den Einsatz von Livereportern oder Sportkommentatoren in lauter Umgebung entwickelt wurde. Sender wie BBC, CBS und ABC verwenden Lippenmikrofone für die Berichterstattung bei lauten Veranstaltungen wie Autorennen, Wrestling, Umzügen und Demonstrationen. Entwickelt wurde es 1937 von der BBC.

## Aufbau
Der Mikrofonkopf in der Form eines liegenden Ovals ist rundum perforiert und mit einem sehr feinen Metallgitter ausgekleidet. Das Mikrofon wird durch einen Bügel in einem festen Abstand zum Mund gehalten, der leicht mit der Oberlippe des Sprechers in Kontakt bleibt. Die Unterlippe kann sich frei bewegen. Ein Schirm aus rostfreiem Stahlgewebe ist an der Vorderseite und ein weiterer oben am Gehäuse angebracht, um die Auswirkungen von Atemgeräuschen und Kondensation im Inneren des Mikrofons zu reduzieren.
Ein Magnet in Form eines Hufeisens befindet sich im Inneren des oberen Teils. Das Joch (der gebogene Teil) des Hufeisenmagnets zeigt zur Vorderseite des Mikrofons. Das hauchdünne Bändchen aus gefalteter Aluminiumfolie zwischen den beiden Polen des Magnets befindet sich somit an der Rückseite des Mikrofons. Es liegt in einer vertikalen Ebene, seine Längsachse ist horizontal. Der Magnet ist federnd gelagert, um Beschädigungen durch Vibrationen beim Transport zu vermeiden.

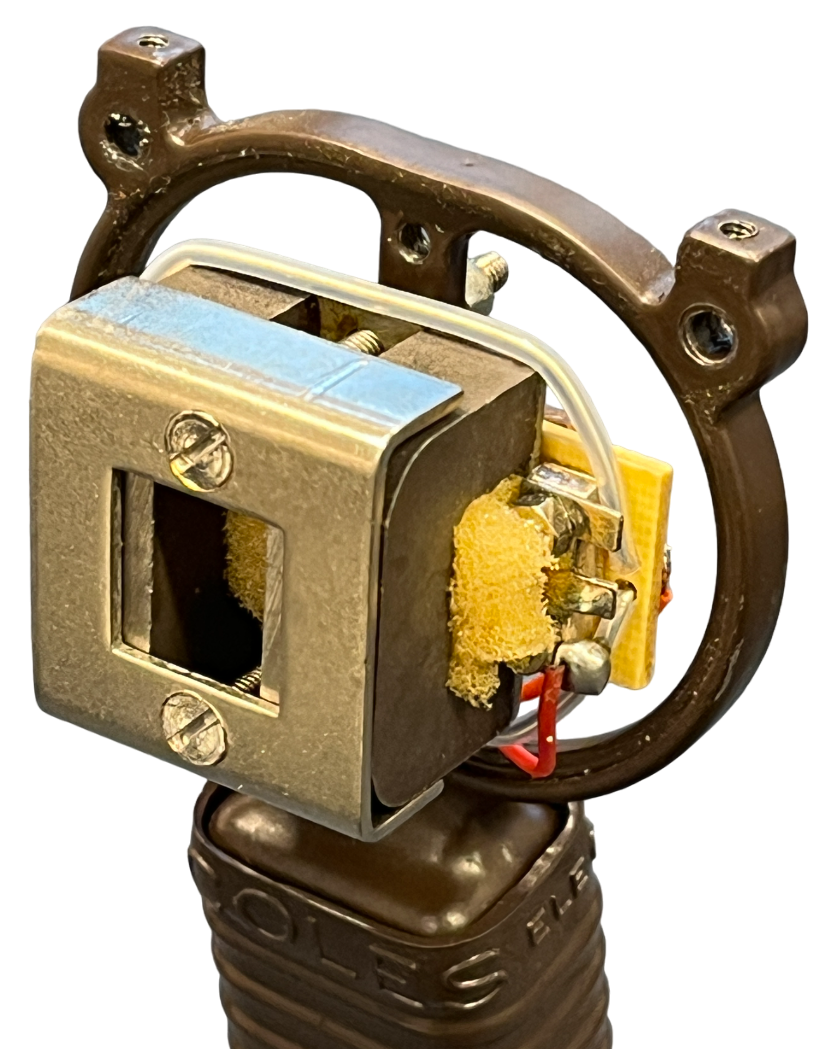
Coles 4104 Lippenmikrofon geöffnet Vorderseite
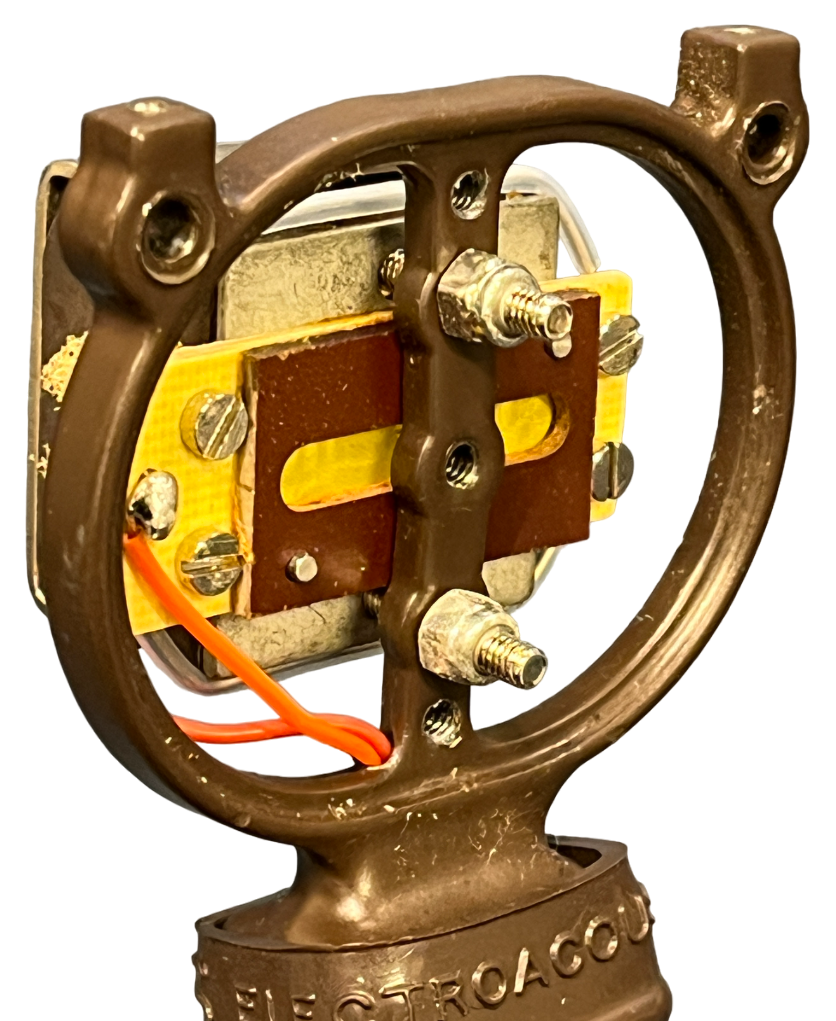
Coles 4104 Lippenmikrofon geöffnet Rückseite

Das Bändchen ist über eine symmetrische Schaltung mit dem magnetisch abgeschirmten Übertrager im Griff verbunden, an dessen Unterseite das Kabel angeschlossen wird. Der Winkel vom Griff zum Mikrofonkopf kann oft in einer vertikalen Ebene eingestellt werden.

## Wirkungsweise
Vier Faktoren sorgen für die Geräuschunterdrückung bei Lippenmikrofonen. Ein Faktor ist die extrem nahe Position des Mikrofons zum Mund, wodurch die Stimme viel lauter ist als die Umgebungsgeräusche (vgl. Abstandsgesetz – das 1/r-Gesetz).
Der zweite Faktor ist die Richtcharakteristik des Lippenmikrofons. Das eingesetzte Bändchenmikrofon hat eine Achter-Charakteristik. Ihr Bündelungsmaß von 4,77 dB bedeutet rund 5 dB Störschallunterdrückung im Vergleich zur Stimme aus der Haupteinsprechrichtung. Alle Geräusche, die von oben, unten oder von den Seiten einfallen, werden durch die normale polare Charakteristik des Druckgradientenempfängers eliminiert.
Der dritte Faktor ist die natürliche Bassanhebung des Mikrofons, bekannt als Nahbesprechungseffekt, wenn das Mikrofon aus der Nähe besprochen wird. Dieser Effekt wird für die Kommentatorenstimme ausgeglichen. Tiefe Frequenzen werden stark abgesenkt, damit die Stimme wieder natürlich klingt. Dabei werden die tiefen bis mittleren Frequenzen der Umgebungsgeräusche weiter reduziert, da diese auf Grund ihrer Entfernung keine Nahbesprechung erfahren.
Das Bändchenmikrofon mit seiner Achter-Charakteristik hat als reiner Druckgradientenempfänger die stärkste Bassanhebung und bietet somit die größtmögliche Reduktion der Umgebungsgeräusche durch den Nahbesprechungseffekt.
Als letzter Faktor wirkt eine Art Schallabsorber im Inneren des Mikrofons, der bei niedrigeren Frequenzen als Hindernis fungiert. Dies führt dazu, dass die effektive Länge des Pfades von vorne nach hinten und somit der Phasenunterschied zwischen den Drücken, die auf die beiden Seiten der Membran wirken, bei niedrigeren Frequenzen relativ größer wird. Das wiederum führt zu einer Erhöhung der Bassantwort der Stimme im Nahbereich, die auch ausgeglichen wird.

### Frequenzgang
Lippenmikrofone zeigen, auf Grund des Ausgleichs der Bassanhebungen, eine höhere Wirksamkeit bei der Reduzierung von Lärm bei niedrigen Frequenzen. Typischerweise beträgt die Geräuschunterdrückung bei 300 Hz etwa 10 dB, bei 100 Hz etwa 20 dB und bei 1 kHz noch ca. 3 dB. Der Frequenzgang von Lippenmikrofonen liegt häufig nicht weit über 10 kHz, was für die üblichen Sprachanwendungen, für die sie verwendet werden, ausreichend ist.

### Windgeräusche

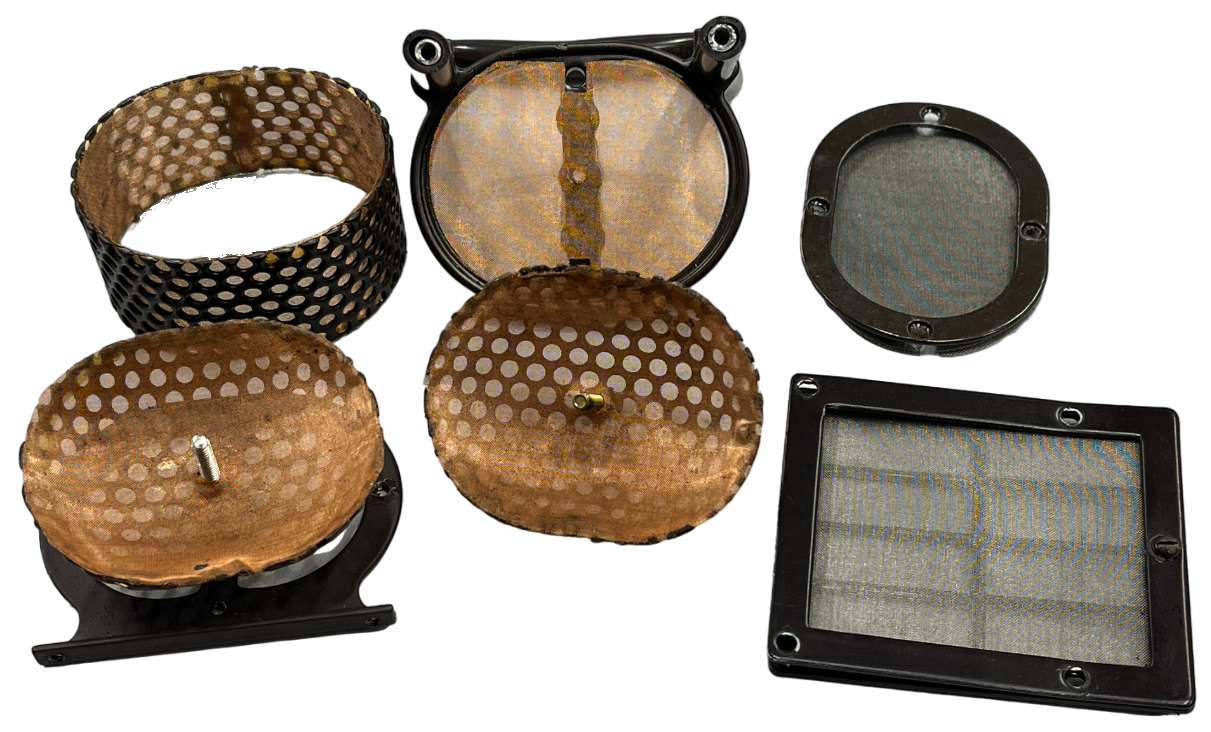
Coles 4104 Gehäusegrills und Windschutzelemente

Es wäre optimal, das Bändchenmikrofon so nah wie möglich am Mund zu platzieren. Doch dabei müssen die explosionsartigen Laute beim Sprechen sowie die Luftströme aus Mund und Nase kontrolliert werden. Bei einem Abstand des Mundes zum Bändchen von 54 mm (2 1⁄8 Zoll), der durch das Anbringen des Bügels nahe der Oberlippe festgelegt ist, können diese Probleme durch Windschütze in Einsprechrichtung und von oben gelöst werden. Zusätzlich schützt das Joch (die Rundung) des Hufeisenmagnets in Einsprechrichtung vor Windgeräuschen.
Lippenmikrofone können bei Windgeschwindigkeiten von ca. 30 km/h ohne nennenswerte Einbußen in der Sprachqualität verwendet werden. Durch die Verwendung eines zusätzlichen Windschutzes kann auch bei Windgeschwindigkeiten von bis zu 60 km/h oder mehr eine gute Sprachwiedergabequalität erreicht werden.

## Weitere Literatur
- BBC The design of the lip microphone Type L2
- BBC Monograph No. 7 – The design of a high-quality commentators microphone insensitive to ambient noise